# Trungy
Trungy là một xã ở tỉnh Calvados, thuộc vùng Normandie ở tây bắc nước Pháp.

## Dân số
| Năm | 1962 | 1968 | 1975 | 1982 | 1990 | 1999 |
| --- | ---- | ---- | ---- | ---- | ---- | ---- |
| Dân số | 250  | 268  | 212  | 209  | 209  | 234  |
| From the year 1962 on: No double counting—residents of multiple communes (e.g. students and military personnel) are counted only once. |      |      |      |      |      |      |

- Église paroissiale Saint-Vigor du Bản mẫu:XIIIe siècle, avec ses deux sculptures de saint Vigor et saint Jean-Baptiste du Bản mẫu:XVe siècle, classées monument historique en 1917 et des fonts baptismaux de style gothique du XIII×10{{{1}}} siècle.